# Détournement de comptes Twitter en juillet 2020
Le 15 juillet 2020, entre 20h00 et 22h00 UTC, 130 comptes Twitter de haut niveau auraient été compromis par des tiers pour promouvoir une Escroquerie Bitcoin,. Twitter et d'autres sources médiatiques ont confirmé que les auteurs avaient eu accès aux outils administratifs de Twitter afin de pouvoir modifier eux-mêmes les comptes et publier les tweets directement. Ils semblent avoir utilisé l'ingénierie sociale pour accéder aux outils via les employés de Twitter,,. Trois personnes ont été arrêtées par les autorités le 31 juillet 2020 et accusées de fraude électronique, de blanchiment d'argent, de vol d'identité et d'accès non autorisé à un ordinateur lié à l'arnaque.
Les tweets d'escroquerie ont demandé aux individus d'envoyer de la monnaie bitcoin à un portefeuille de crypto-monnaie spécifique, avec la promesse de l'utilisateur de Twitter que l'argent envoyé serait doublé et retourné à titre de geste caritatif.  Quelques minutes après les tweets initiaux, plus de 320 transactions avaient déjà eu lieu sur l'une des adresses de portefeuille et des bitcoins d'une valeur de plus de US$110 000 avaient été déposés sur un compte avant que les messages frauduleux ne soient supprimés par Twitter. En outre, des données complètes d'historique des messages provenant de huit comptes non vérifiés ont également été acquises.
Dmitri Alperovitch, cofondateur de la société de cybersécurité CrowdStrike, a décrit l'incident comme « le pire piratage d'une grande plate-forme de médias sociaux à ce jour »,. Le Federal Bureau of Investigation (FBI) et d'autres organismes d'application de la loi enquêtent sur l'arnaque et la sécurité utilisée par Twitter. Les chercheurs en sécurité ont exprimé leur inquiétude quant au fait que l'ingénierie sociale utilisée pour exécuter le piratage puisse affecter l'utilisation des médias sociaux dans d'importantes discussions en ligne, y compris la préparation de l'élection présidentielle américaine de 2020,.

## Incident
L'analyse médico-légale de l'arnaque a montré que les messages d'arnaque initiaux ont d'abord été publiés par des comptes avec des noms distinctifs courts, à un ou deux caractères, tels que "@6". Cela a été suivi par les comptes Twitter de crypto-monnaie vers 20h00 UTC le 15 juillet 2020, y compris ceux de Coinbase, CoinDesk (en) et Binance. L'escroquerie s'est ensuite déplacée vers des comptes plus prestigieux avec le premier tweet de ce type envoyé depuis le compte Twitter d'Elon Musk à 20h17 UTC. D'autres comptes apparemment compromis comprenaient ceux d'individus bien connus tels que Barack Obama, Joe Biden, Bill Gates, Jeff Bezos, MrBeast, Michael Bloomberg, Warren Buffett, Floyd Mayweather Jr.,  Kim Kardashian, et Kanye West ; et des sociétés telles que Apple, Uber et Cash App . Twitter pense que 130 comptes ont été touchés, bien que seulement 45 aient été utilisés pour tweeter le message d'escroquerie ; la plupart des comptes qui ont été attaqués dans l'escroquerie avaient au moins un million d'abonnés.
Les tweets impliqués dans le piratage frauduleux ont affirmé que l'expéditeur, à titre caritatif, rembourserait à tout utilisateur le double de la valeur de tout bitcoin envoyé à des portefeuilles donnés, souvent dans le cadre d'un effort de secours COVID-19. Les tweets faisaient suite au partage de liens malveillants par un certain nombre de sociétés de crypto-monnaie; le site Web hébergeant les liens a été supprimé peu de temps après la publication des tweets. Bien que de telles escroqueries "double votre bitcoin" aient été courantes sur Twitter auparavant, il s'agit du premier cas majeur d'utilisation avec des comptes de haut niveau. Les experts en sécurité estiment que les auteurs de l’escroquerie ont fait de l’escroquerie une opération « smash and grab (en) »: sachant que l’intrusion dans les comptes serait fermée rapidement, les auteurs ont probablement prévu que seule une petite fraction des millions qui suivent ces comptes doit tomber sous le coup. l'arnaque dans ce court laps de temps pour gagner de l'argent rapidement. Plusieurs portefeuilles Bitcoin avaient été répertoriés sur ces sites Web; le premier observé avait reçu 12 provenant de plus de 320 transactions, d'une valeur de plus de US$118,000, et en avait US$61,000, tandis qu'un second n'avait que des milliers de dollars alors que Twitter prenait des mesures pour interrompre les publications. Il n'est pas clair s'il s'agissait de fonds ajoutés par ceux qui ont été menés par l'arnaque,, car les escrocs bitcoin sont connus pour ajouter des fonds aux portefeuilles avant de commencer des stratagèmes pour que l'arnaque semble légitime. Parmi les fonds ajoutés, la plupart provenaient de portefeuilles appartenant à des Chinois, mais environ 25% provenaient de portefeuilles américains. Après son ajout, la crypto-monnaie a ensuite été transférée via plusieurs comptes afin de masquer leur identité.
Certains des comptes compromis ont publié des messages frauduleux à plusieurs reprises, même après avoir supprimé certains des messages. Les tweets ont été étiquetés comme ayant été envoyés à l'aide de l'application Web Twitter. L'une des phrases impliquées dans l'arnaque a été tweetée plus de 3 000 fois en l'espace de quatre heures, des tweets étant envoyés à partir d'adresses IP liées à de nombreux pays différents. La formulation réutilisée a permis à Twitter de supprimer facilement les tweets incriminés alors qu'ils prenaient des mesures pour arrêter l'arnaque.
À 21h45 UTC, Twitter a publié une déclaration disant qu'ils étaient « au courant d'un incident de sécurité ayant un impact sur les comptes Twitter » et qu'ils » prenaient des mesures pour y remédier ». Peu de temps après, il a désactivé la possibilité pour certains comptes de tweeter ou de réinitialiser leur mot de passe ; Twitter n'a pas confirmé quels comptes ont été restreints, mais de nombreux utilisateurs avec des comptes que Twitter avait marqués comme « vérifiés » ont confirmé qu'ils n'étaient pas en mesure de tweeter,,. Environ trois heures après les premiers tweets d'escroquerie, Twitter a indiqué qu'il pensait avoir résolu tous les comptes concernés pour restaurer les informations d'identification de leurs propriétaires légitimes. Plus tard dans la nuit, le PDG de Twitter, Jack Dorsey, a déclaré que c'était une « journée difficile pour nous sur Twitter. Nous nous sentons tous terriblement mal que ce soit arrivé. Nous diagnostiquons et partagerons tout ce que nous pouvons lorsque nous aurons une compréhension plus complète de ce qui s'est passé exactement. ». Au moins un échange de crypto-monnaie, Coinbase, a mis sur liste noire les adresses Bitcoin pour empêcher l'envoi d'argent. Coinbase a déclaré avoir empêché l'envoi de plus de 1000 transactions totalisant plus de US$280,000.
En plus d'envoyer des tweets, les données de compte de huit comptes compromis ont été téléchargées, y compris toutes les publications et messages directs créés, bien qu'aucun de ces comptes n'appartienne à des utilisateurs vérifiés. Twitter soupçonnait également que trente-six autres comptes avaient eu accès à leurs messages directs mais non téléchargés, y compris le représentant du Parlement néerlandais Geert Wilders, mais pensait qu'aucun autre élu actuel ou ancien n'avait accès à leurs messages,.

### Méthode d'attaque
Alors que Twitter s'efforçait de résoudre la situation le 15 juillet, Vice a été contacté par au moins quatre personnes prétendant faire partie de l'arnaque et a présenté au site Web des captures d'écran montrant qu'elles avaient pu accéder à un outil administratif de Twitter, également connu, comme un «outil d'agent», qui leur a permis de modifier divers paramètres au niveau du compte de certains des comptes compromis, y compris les e-mails de confirmation pour le compte. Cela leur a permis de définir des adresses e-mail auxquelles tout autre utilisateur ayant accès à ce compte de messagerie pouvait initier une réinitialisation de mot de passe et publier les tweets. Ces pirates ont déclaré à Vice qu'ils avaient payé des initiés sur Twitter pour avoir accès à l'outil administratif afin de pouvoir y parvenir.
TechCrunch a rapporté de la même manière, sur la base d'une source qui a déclaré que certains des messages provenaient d'un membre d'un forum de piratage appelé « OGUsers », qui avait prétendu en avoir fait plus US$100,000. Selon TechCrunch, ce membre « Kirk » aurait eu accès à l'outil administratif de Twitter probablement via un compte d'employé compromis, et après avoir initialement proposé de prendre en charge n'importe quel compte sur demande, il a changé de stratégie pour cibler les comptes de crypto-monnaie en commençant par Binance et puis les plus en vue. La source ne pensait pas que Kirk avait payé un employé de Twitter pour y avoir accès.
Le Twitter « @6 » appartenait à Adrian Lamo, et l'utilisateur qui gère le compte au nom de la famille de Lamo a signalé que le groupe qui avait effectué le piratage avait pu contourner de nombreux facteurs de sécurité qu'il avait mis en place sur le compte, notamment l'authentification à deux facteurs, indiquant en outre que les outils administratifs avaient été utilisés pour contourner la sécurité du compte,. Les porte-parole de la Maison Blanche ont déclaré que le compte du président Donald Trump, qui pourrait avoir été une cible, avait des mesures de sécurité supplémentaires mises en œuvre sur Twitter après un incident en 2017, et n'a donc pas été affecté par l'arnaque. 
Les sources 'Vice' et TechCrunch ' ont été corroborées par le New York Times, qui a parlé à des personnes similaires impliquées dans les événements, et d'autres chercheurs en sécurité qui avaient reçu des écrans similaires, et les tweets de ces écrans ont été faites, mais Twitter a retiré ceux-ci car ils ont révélé les détails personnels des comptes compromis. Le New York Times a en outre affirmé que le vecteur de l'attaque était lié à la plupart des entreprises travaillant à domicile au milieu de la pandémie COVID-19 ; les membres des OGUsers ont pu accéder au canal de communication Slack des employés de Twitter, où les informations et les processus d'autorisation d'accès aux serveurs de l'entreprise à distance depuis leur domicile avaient été épinglés. 
Twitter a par la suite confirmé que l'escroquerie impliquait de l'ingénierie sociale, déclarant : « Nous avons détecté ce que nous croyons être une attaque d'ingénierie sociale coordonnée par des personnes qui ont ciblé avec succès certains de nos employés avec un accès aux systèmes et outils internes ». En plus de prendre des mesures supplémentaires pour verrouiller les comptes vérifiés concernés, Twitter a déclaré avoir également ouvert une enquête interne et avoir un accès limité des employés à leurs outils d'administration système lorsqu'ils évaluent la situation, ainsi que si des données supplémentaires ont été compromises par le utilisateurs malveillants.
À la fin du 17 juillet 2020, Twitter a confirmé ce qui avait été appris de ces sources médiatiques, déclarant que « les attaquants ont manipulé avec succès un petit nombre d'employés et ont utilisé leurs informations d'identification pour accéder aux systèmes internes de Twitter, y compris pour accéder à nos protections à deux facteurs. À partir de maintenant, nous savons qu'ils ont accédé aux outils uniquement à nos équipes de support internes. » Twitter avait été en mesure de confirmer le 30 juillet que la méthode utilisée était ce qu'ils appelaient une « attaque de phishing par téléphone » : ils ont initialement utilisé l'ingénierie sociale pour briser les informations d'identification des employés de Twitter de niveau inférieur qui n'avaient pas accès aux outils d'administration., puis en utilisant ces comptes d'employés, se sont lancés dans des attaques d'ingénierie sociale supplémentaires pour obtenir les informations d'identification des outils d'administration des employés qui disposaient d'une autorisation pour leur utilisation.
Bloomberg News, après enquête auprès d'anciens et actuels employés de Twitter, a rapporté que jusqu'à 1 500 employés et partenaires de Twitter avaient accès aux outils d'administration qui permettraient de réinitialiser les comptes comme cela avait été fait lors de l'incident. D'anciens employés de Twitter avaient déclaré à Bloomberg que même en 2017 et 2018, les personnes ayant accès feraient un jeu en utilisant ces outils pour suivre des célébrités célèbres, bien que la quantité de données visibles à travers les outils seuls soit limitée à des éléments tels que l'adresse IP et les informations de géolocalisation. Un porte-parole de Twitter a déclaré à Bloomberg qu'ils utilisaient « une formation approfondie en matière de sécurité et une surveillance de la gestion » pour gérer les employés et les partenaires ayant accès aux outils, et qu'il n'y avait « aucune indication que les partenaires avec lesquels nous travaillons sur le service client et la gestion des comptes ont joué un rôle ici ». D'anciens membres des services de sécurité de Twitter ont déclaré que depuis 2015, la société avait été alertée du potentiel d'une attaque interne et d'autres mesures de cybersécurité, mais que ces problèmes ont été ignorés au profit d'initiatives plus génératrices de revenus.
Ars Technica a obtenu un rapport plus détaillé d'un chercheur qui a travaillé avec le FBI sur l'enquête. Selon ce rapport, des attaquants ont gratté LinkedIn à la recherche d'employés de Twitter susceptibles de disposer des privilèges d'administrateur des outils de titulaire de compte. Ensuite, les attaquants ont obtenu les numéros de téléphone portable de ces employés et d'autres informations de contact privées via des outils payants que LinkedIn met à la disposition des recruteurs d'emplois. Après avoir choisi les victimes pour la prochaine étape, les attaquants ont contacté les employés de Twitter, la plupart qui travaillaient à domicile en raison de la pandémie COVID-19, et, en utilisant les informations de LinkedIn et d'autres sources publiques, se sont fait passer pour du personnel de Twitter. Les attaquants ont demandé aux victimes de se connecter à un faux VPN Twitter interne. Pour contourner l'authentification à deux facteurs, les attaquants ont saisi les informations d'identification volées dans le vrai portail VPN Twitter et « quelques secondes après que les employés ont saisi leurs informations dans le faux », et ont demandé aux victimes le code d'authentification à deux facteurs.

### Les auteurs
Le chercheur en sécurité Brian Krebs a corroboré avec les sources de TechCrunch et avec des informations obtenues par Reuters que l'arnaque semblait provenir du groupe « OGUsers »,,,. Le forum OGUsers (« OG » pour « gangster original ») a été créé pour vendre et acheter des comptes de réseaux sociaux avec des noms courts ou «rares», et selon son propriétaire, s'adressant à Reuters, la pratique du trafic d'informations d'identification piratées était interdite. Des captures d'écran du forum montrent divers utilisateurs du forum proposant de pirater des comptes Twitter pour US$2,000-3,000chaque. Krebs a déclaré que l'un des membres pourrait avoir été lié à la prise de contrôle en août 2019 du compte Twitter du PDG de Twitter, Jack Dorsey. Le propriétaire des OGUsers a déclaré à Reuters que les comptes affichés sur les captures d'écran avaient depuis été interdits.
Le FBI a annoncé le 16 juillet qu'il ouvrait une enquête sur l'arnaque, car elle était utilisée pour « perpétuer la fraude à la crypto-monnaie », une infraction pénale. La commission spéciale du Sénat sur le renseignement prévoyait également de demander à Twitter des informations supplémentaires sur le piratage, comme l'a déclaré le vice-président de la commission, Mark Warner, exploitable non seulement pour les escroqueries, mais aussi pour des efforts plus percutants afin de semer la confusion, des ravages et des méfaits politiques. Le National Cyber Security Center du Royaume-Uni a déclaré que ses agents avaient contacté Twitter au sujet de l'incident. Le PDG de BitTorrent, Justin Sun, a annoncé une prime d'US$1 million contre les pirates, avec le compte Twitter de son entreprise, déclarant : « Il paiera personnellement ceux qui réussiront à retrouver et à fournir des preuves pour traduire en justice les pirates / personnes derrière ce piratage affectant notre communauté. ».
Le ministère de la Justice des États-Unis a annoncé l'arrestation et les accusations de trois personnes liées à l'arnaque le 31 juillet 2020. Un homme de 19 ans du Royaume-Uni a été accusé de plusieurs chefs d'accusation de complot en vue de commettre une fraude électronique, de complot en vue de commettre du blanchiment d'argent et d'accès intentionnel à un ordinateur protégé, et un jeune de 22 ans de Floride a été accusé d'avoir aidé et encourager l'accès international. Les deux seront jugés par le tribunal de district des États-Unis pour le district nord de la Californie. Un troisième individu, un mineur de Floride, a également été inculpé, mais en raison de son âge, les accusations ont été scellées devant un tribunal pour mineurs de Floride. L'État le jugera en tant qu'adulte pour plus de trente chefs d'accusation liés à des crimes, y compris la fraude organisée, la fraude aux communications, le vol d'identité et le piratage, en vertu de la loi de l'État leur permettant de condamner des mineurs en tant qu'adultes pour des affaires de fraude financière,. L'adolescent de Floride a plaidé non coupable des accusations le 4 août 2020. L'adolescent a accepté une négociation de plaidoyer d'ici mars 2021, qui prévoyait une peine de trois ans de prison, y compris une peine de « jeune délinquant », même s'il avait eu 18 ans pendant le procès,.
Un quatrième individu, un jeune de 16 ans du Massachusetts, avait été identifié comme un suspect possible dans l'arnaque par le FBI. Bien que des agents fédéraux aient effectué une perquisition justifiée de ses biens à la fin du mois d'août 2020, aucun acte d'accusation n'a encore été fait.

## Réaction et conséquences
Les utilisateurs concernés ne pouvaient que retweeter du contenu, ce qui a conduit NBC News à créer un compte temporaire non vérifié afin de pouvoir continuer à tweeter, en retweetant des « mises à jour importantes » sur leur compte principal. Certains bureaux de prévision du service météorologique national n'ont pas été en mesure de tweeter les avertissements de temps violent, le service météorologique national de Lincoln, dans l'Illinois, dans un premier temps incapable de tweeter un avertissement de tornade. La campagne de Joe Biden a déclaré à CNN qu'ils étaient « en contact avec Twitter à ce sujet » et que son compte avait été « verrouillé ». Google a temporairement désactivé son carrousel Twitter dans sa fonction de recherche en raison de ces problèmes de sécurité.
Au cours de l'incident, le cours de l'action de Twitter, Inc. a chuté de 4% après la fermeture des marchés. À la fin de la journée suivante, le cours de l'action de Twitter, Inc. se terminait à 36,40 $, en baisse de 38 cents, ou 0,87%.
Les experts en sécurité ont exprimé leur inquiétude quant au fait que si l'arnaque peut avoir été relativement faible en termes d'impact financier, la capacité des médias sociaux à être pris en charge par l'ingénierie sociale impliquant des employés de ces entreprises constitue une menace majeure dans l'utilisation des médias sociaux, en particulier en tête. -jusqu'à l' élection présidentielle américaine de 2020, et pourrait potentiellement provoquer un incident international. Alex Stamos, du Center for International Security and Cooperation de l'Université de Stanford, a déclaré : « Twitter est devenu la plateforme la plus importante en matière de discussion entre les élites politiques et a montré de réelles vulnérabilités ».
Twitter a choisi de retarder le déploiement de sa nouvelle API à la suite des problèmes de sécurité. En septembre, Twitter a déclaré avoir mis en place de nouveaux protocoles pour empêcher les attaques d'ingénierie sociale similaires, notamment en renforçant les vérifications des antécédents des employés qui auraient accès aux données clés des utilisateurs, en mettant en œuvre des clés de sécurité résistantes au phishing à utiliser aujourd'hui et en faisant en sorte que tous les employés impliqués dans le support client participer à une formation pour être au courant des futures arnaques d'ingénierie sociale.
Bien que n'ayant pas été touchés par l'incident, Steve Wozniak et dix-sept autres personnes ont intenté une action en justice contre Google la semaine suivante, affirmant que la société n'avait pas pris suffisamment de mesures pour supprimer les vidéos d'arnaque Bitcoin similaires publiées sur YouTube qui utilisaient son nom et celui des autres plaignants, prétendant frauduleusement soutenir l'arnaque. La plainte de Wozniak a révélé que Twitter était en mesure d'agir dans la même journée, alors que lui et les demandes des autres plaignants à Google n'avaient jamais été suivies d'effet.
Le 29 septembre 2020, Twitter a embauché Rinki Sethi (en) en tant que RSSI et vice-président de l'entreprise après la violation[réf. nécessaire].